# Bagniewko (województwo kujawsko-pomorskie)
Bagniewko – (niem. Königsdank) wieś w Polsce położona w województwie kujawsko-pomorskim, w powiecie świeckim, w gminie Pruszcz. Według spisu powszechnego z 31 marca 2011 roku wieś liczyła 184 mieszkańców. 
W latach 1975–1998 miejscowość administracyjnie należała do województwa bydgoskiego. 